# Беба Лончар
Беба Лончар (*28 квітня 1943, Белград, Військова адміністрація Сербії) — югославська та італійська акторка.

## Вибіркова фільмографія
- Дев'яте коло (1960)
- Слалом (1965)